# Baptiste Guillaume
Baptiste Guillaume, né le 16 juin 1995 à Bruxelles en Belgique, est un footballeur belge qui joue au poste d'attaquant au Mans FC.

## Biographie

### En club

#### RC Lens (2013-2015)
Baptiste Guillaume fait ses débuts professionnels le 29 mars 2013 lors d'un déplacement à Clermont-Ferrand (défaite, 1-0). Éric Sikora le fait entrer en jeu à quelques reprises lors des rencontres suivantes. Le 20 avril, il marque son premier but professionnel contre Nîmes à Bollaert, ce qui n'empêche pas son équipe de s'incliner (défaite, 1-2). À l'issue de cette saison, le club est repris par Gervais Martel et Hafiz Mammadov et l'entraineur en place est démis de ses fonctions et renvoyé à la tête de l'équipe réserve, Antoine Kombouaré le remplace. Ce dernier ne compte pas sur le jeune joueur qui se retrouve en équipe réserve.
En 2014-2015, le club artésien remonte en Ligue 1, mais les difficultés financières et l'interdiction de recruter obligent le coach kanak à faire appel aux jeunes. Baptiste Guillaume reçoit sa première titularisation le 24 octobre 2014 lors d'un déplacement au Toulouse FC (victoire, 0-2). La semaine suivante, le 2 novembre, il est à nouveau titularisé face à Marseille au stade Vélodrome et il inscrit son premier but en Ligue 1 (défaite, 2-1).

#### LOSC Lille (2015-2017)
L'entraîneur du RC Lens, Antoine Kombouaré, annonce le départ de Guillaume pour Lille le 18 juillet 2015. Il lui « souhaite de continuer à grandir dans son nouveau club, de franchir un palier et de faire une belle carrière ». L'attaquant belge signe un contrat de cinq ans avec le LOSC. Il cite comme raison de sa venue l'intérêt des Dogues ainsi que « l’arrivée d’Hervé Renard, le projet sportif, les infrastructures, mais aussi la présence de joueurs expérimentés au club qui vont [lui] permettre de progresser ». Le montant du transfert est estimé à plus de quatre millions d'euros. Baptiste Guillaume dispute son premier match pour ses nouvelles couleurs lors de la 2e journée de championnat, le 14 août 2015 face à l'AS Monaco en principauté (partage, 0-0).
Ayant l'objectif d'être « le meilleur buteur de son club », Guillaume n'inscrit aucun but au cours de la première moitié de la saison, ce qui lui vaut dans la hiérarchie offensive lilloise d'être dominé par Sofiane Boufal et Yassine Benzia mais aussi le portugais Eder arrivé à l'hiver et Junior Tallo, au point de disparaître de l'effectif sous Frédéric Antonetti, arrivé lors du mercato hivernal et chargé de relancer le LOSC englué dans le bas du classement,.

#### Prêt au RC Strasbourg
Baptiste Guillaume est prêté pour la saison 2016-2017 au Racing Club de Strasbourg Alsace, tout juste promu de National. Il est titulaire dès l'entame du championnat, le 29 juillet 2016 face à Bourg-Péronnas (partage, 0-0). Remplacé à l'heure de jeu lors de la rencontre suivante face à Amiens à domicile (victoire, 1-0), il est écarté du noyau lors des six matchs suivants.
Après une première moitié de saison en demi-teinte, l'attaquant devient un des principaux atouts offensifs du club alsacien lors de la deuxième moitié de saison et, avec sept buts inscrits et cinq passes décisives délivrées jusqu'alors, ses performances lui permettant notamment d'être nommé meilleur joueur de Ligue 2 du mois de mars 2017. Il contribue ainsi à la promotion du club, qui termine champion de deuxième division au terme de la saison.

#### Angers SCO (2017-2020)
Le 22 juin 2017, il s'engage avec le Angers SCO pour quatre ans. Titulaire, auteur d'un but et d'une passe décisive, il est l'un des artisans du partage obtenu par les Angevins face aux Girondins de Bordeaux en ouverture du championnat, le 6 août 2017 (partage, 2-2),. Prometteur mais irrégulier, il n'arrive toutefois jamais réellement à s'imposer, notamment face à la rude concurrence de l'international camerounais Karl Toko-Ekambi qui s'est érigé en titulaire indiscutable.

#### Prêt au Nîmes Olympique
En manque de temps de jeu, le 27 juin 2018, il est prêté au Nîmes Olympique pour une saison. Il dispute ses premières minutes pour les Crocos en montant au jeu pour Umut Bozok à un quart d'heure du terme, face à l'OM, lors de la 2e journée de championnat (victoire, 3-1). Quatre semaines plus tard, il inscrit son premier but sous le maillot nîmois face à Bordeaux au Matmut Atlantique (partage, 3-3). S'il conclut la saison avec 26 rencontres diputées, ses statistiques sont faméliques avec deux buts inscrits et une seule passe décisive.

#### Prêt puis transfert au Valenciennes FC (2019-2022)
Alors que le SCO ne compte plus sur lui et pressenti à l'AJ Auxerre ou au Cercle Bruges KSV, le 1er juillet 2019, il est à nouveau prêté, cette fois au Valenciennes Football Club. Il marque son premier but, l'unique de la rencontre, lors de la 4e journée, contre le Rodez AF (victoire, 1-0). Après une saison satisfaisante, il signe définitivement avec le club nordiste un contrat de trois ans.

#### En avant de Guingamp (2022-2024)
Laissé libre par Valenciennes au terme de la saison 2021-2022, l'attaquant reste en Ligue 2 et s'engage auprès de l'En avant de Guingamp pour deux saisons, assorties d'une en option.

#### Almere City (2024-2025)
En fin de contrat à l'EA Guingamp à l'issue de la saison 2023-2024, après dix ans passés dans l'Hexagone, Baptiste Guillaume part pour les Pays-Bas et signe un contrat portant sur deux années, plus une en option, avec Almere City.

#### Le Mans FC (depuis 2025)
Le 4 août 2025, Guillaume quitte Almere City pour s’engager au Mans FC,.

## Statistiques

### En club
| Saison                | Club                   | Championnat           | Championnat | Championnat | Championnat | Coupe nationale | Coupe nationale | Coupe nationale | Coupe de la Ligue | Coupe de la Ligue | Coupe de la Ligue | Total | Total | Total |
| Saison                | Club                   | Division              | M.          | B.          | P.d.        | M.              | B.              | P.d.            | M.                | B.                | P.d.              | M.    | B.    | P.d.  |
| 2012-2013             | RC Lens                | Ligue 2               | 6           | 1           | 0           | 1               | 0               | 0               | -                 | -                 | -                 | 7     | 1     | 0     |
| 2014-2015             | RC Lens                | Ligue 1               | 27          | 2           | 1           | 1               | 0               | 0               | 1                 | 0                 | 0                 | 29    | 2     | 1     |
| Sous-total            | Sous-total             | Sous-total            | 33          | 3           | 1           | 2               | 0               | 0               | 1                 | 0                 | 0                 | 36    | 3     | 1     |
| 2015-2016             | LOSC Lille             | Ligue 1               | 10          | 0           | 0           | 1               | 0               | 0               | 1                 | 0                 | 0                 | 12    | 0     | 0     |
| 2016-2017             | RC Strasbourg (prêt)   | Ligue 2               | 31          | 9           | 5           | 5               | 1               | 0               | 1                 | 0                 | 0                 | 37    | 10    | 5     |
| 2017-2018             | Angers SCO             | Ligue 1               | 16          | 1           | 2           | 1               | 0               | 0               | 2                 | 1                 | 0                 | 19    | 2     | 2     |
| 2018-2019             | Nîmes Olympique (prêt) | Ligue 1               | 24          | 2           | 1           | 0               | 0               | 0               | 1                 | 0                 | 0                 | 25    | 2     | 1     |
| 2019-2020             | Valenciennes FC (prêt) | Ligue 2               | 21          | 2           | 1           | 2               | 1               | 0               | 0                 | 0                 | 0                 | 23    | 3     | 1     |
| 2020-2021             | Valenciennes FC        | Ligue 2               | 29          | 11          | 1           | 3               | 3               | 0               | -                 | -                 | -                 | 32    | 14    | 1     |
| 2021-2022             | Valenciennes FC        | Ligue 2               | 25          | 6           | 2           | 3               | 1               | 0               | -                 | -                 | -                 | 28    | 7     | 2     |
| Sous-total            | Sous-total             | Sous-total            | 75          | 19          | 4           | 8               | 5               | 0               | 0                 | 0                 | 0                 | 83    | 24    | 4     |
| 2022-2023             | EA Guingamp            | Ligue 2               | 34          | 7           | 5           | 2               | 2               | 0               | -                 | -                 | -                 | 36    | 9     | 5     |
| 2023-2024             | EA Guingamp            | Ligue 2               | 36          | 8           | 3           | 3               | 0               | 0               | -                 | -                 | -                 | 39    | 8     | 3     |
| Sous-total            | Sous-total             | Sous-total            | 70          | 15          | 8           | 5               | 2               | 0               | -                 | -                 | -                 | 75    | 17    | 8     |
| 2024-2025             | Almere City            | Eredivisie            | 18          | 1           | 0           | -               | -               | -               | -                 | -                 | -                 | 18    | 1     | 0     |
| 2025-2026             | Le Mans FC             | Ligue 2               | 1           | 0           | 0           | -               | -               | -               | -                 | -                 | -                 | 1     | 0     | 0     |
| Total sur la carrière | Total sur la carrière  | Total sur la carrière | 278         | 50          | 21          | 22              | 8               | 0               | 6                 | 1                 | 0                 | 306   | 59    | 21    |

## Palmarès

### En club
|  |  | RC Strasbourg - Championnat de France de Ligue 2 (1) : - Champion : 2017. |